# Harti, Gadag
Harti là một làng thuộc Tehsil Gadag, huyện Gadag, bang Karnataka, Ấn Độ. Harti cách thị trấn Gadag 13,2 km và cách thành phố Gadag 13,4 km, và cách thành phố trung tâm bang Bangalore 342 km